# Tucumcari (Novo México)
Tucumcari é uma cidade localizada no estado americano de Novo México, no Condado de Quay. Sua população era de 5 989 habitantes de acordo com o censo demográfico de 2000. É a sede do Condado de Quay e foi fundada em 1901, sendo que o condado de Quay foi fundado dois anos depois.
A U.S. Route 66 passa pelo meio da cidade.

## Demografia
Segundo o censo americano de 2000, a sua população era de 5989 habitantes.
Em 2006, foi estimada uma população de 5249, um decréscimo de 740 (-12.4%).

## Geografia
De acordo com o United States Census Bureau tem uma área de
19,5 km², dos quais 19,5 km² cobertos por terra e 0,0 km² cobertos por água. Tucumcari localiza-se a aproximadamente 1247 m acima do nível do mar.

## Localidades na vizinhança
O diagrama seguinte representa as localidades num raio de 60 km ao redor de Tucumcari.